# Esvres
Esvres és un municipi francès, situat al departament de l'Indre i Loira i a la regió de Centre – Vall del Loira. L'any 2007 tenia 4.401 habitants.

## Demografia

### Població
El 2007 la població de fet d'Esvres era de 4.401 persones. Hi havia 1.703 famílies, de les quals 390 eren unipersonals (161 homes vivint sols i 229 dones vivint soles), 584 parelles sense fills, 651 parelles amb fills i 78 famílies monoparentals amb fills.
La població ha evolucionat segons el següent gràfic:
Habitants censats

### Habitatges
El 2007 hi havia 1.848 habitatges, 1.726 eren l'habitatge principal de la família, 60 eren segones residències i 62 estaven desocupats. 1.697 eren cases i 144 eren apartaments. Dels 1.726 habitatges principals, 1.326 estaven ocupats pels seus propietaris, 373 estaven llogats i ocupats pels llogaters i 27 estaven cedits a títol gratuït; 18 tenien una cambra, 96 en tenien dues, 265 en tenien tres, 449 en tenien quatre i 899 en tenien cinc o més. 1.392 habitatges disposaven pel capbaix d'una plaça de pàrquing. A 624 habitatges hi havia un automòbil i a 951 n'hi havia dos o més.

### Piràmide de població
La piràmide de població per edats i sexe el 2009 era:
| Homes | Edats   | Dones |
| ----- | ------- | ----- |
| 0     | 95 o +  | 1     |
| 8     | 90 a 94 | 8     |
| 15    | 85 a 89 | 36    |
| 30    | 80 a 84 | 29    |
| 60    | 75 a 79 | 85    |
| 74    | 70 a 74 | 57    |
| 72    | 65 a 69 | 87    |
| 113   | 60 a 64 | 88    |
| 101   | 55 a 59 | 91    |
| 213   | 50 a 54 | 242   |
| 207   | 45 a 49 | 179   |
| 164   | 40 a 44 | 203   |
| 166   | 35 a 39 | 155   |
| 136   | 30 a 34 | 128   |
| 141   | 25 a 29 | 116   |
| 121   | 20 a 24 | 82    |
| 123   | 15 a 19 | 128   |
| 169   | 10 a 14 | 128   |
| 137   | 5 a 9   | 135   |
| 96    | 0 a 4   | 94    |

## Economia
El 2007 la població en edat de treballar era de 2.965 persones, 2.152 eren actives i 813 eren inactives. De les 2.152 persones actives 2.004 estaven ocupades (1.060 homes i 944 dones) i 149 estaven aturades (67 homes i 82 dones). De les 813 persones inactives 293 estaven jubilades, 269 estaven estudiant i 251 estaven classificades com a «altres inactius».

### Ingressos
El 2009 a Esvres hi havia 1.767 unitats fiscals que integraven 4.434,5 persones, la mediana anual d'ingressos fiscals per persona era de 20.568 €.

### Activitats econòmiques
Dels 268 establiments que hi havia el 2007, 4 eren d'empreses extractives, 6 d'empreses alimentàries, 1 d'una empresa de fabricació de material elèctric, 2 d'empreses de fabricació d'elements pel transport, 20 d'empreses de fabricació d'altres productes industrials, 50 d'empreses de construcció, 57 d'empreses de comerç i reparació d'automòbils, 10 d'empreses de transport, 11 d'empreses d'hostatgeria i restauració, 3 d'empreses d'informació i comunicació, 13 d'empreses financeres, 10 d'empreses immobiliàries, 31 d'empreses de serveis, 32 d'entitats de l'administració pública i 18 d'empreses classificades com a «altres activitats de serveis».
Dels 68 establiments de servei als particulars que hi havia el 2009, 1 era una oficina de correu, 2 oficines bancàries, 3 funeràries, 9 tallers de reparació d'automòbils i de material agrícola, 3 tallers d'inspecció tècnica de vehicles, 1 autoescola, 2 paletes, 8 guixaires pintors, 8 fusteries, 8 lampisteries, 6 electricistes, 5 perruqueries, 1 veterinari, 6 restaurants, 4 agències immobiliàries i 1 saló de bellesa.
Dels 13 establiments comercials que hi havia el 2009, 2 eren supermercats, 1 un supermercat, 2 fleques, 3 carnisseries, 1 una peixateria, 1 una llibreria, 1 una botiga d'equipament de la llar, 1 una sabateria i 1 una joieria.
L'any 2000 a Esvres hi havia 25 explotacions agrícoles que ocupaven un total de 1.406 hectàrees.

## Equipaments sanitaris i escolars
El 2009 hi havia 3 psiquiàtrics i 2 farmàcies.
El 2009 hi havia 1 escola maternal i 2 escoles elementals. Esvres disposava d'un col·legi d'educació secundària amb 345 alumnes.

## Poblacions més properes
El següent diagrama mostra les poblacions més properes.